# برنامج دعم الدفاع

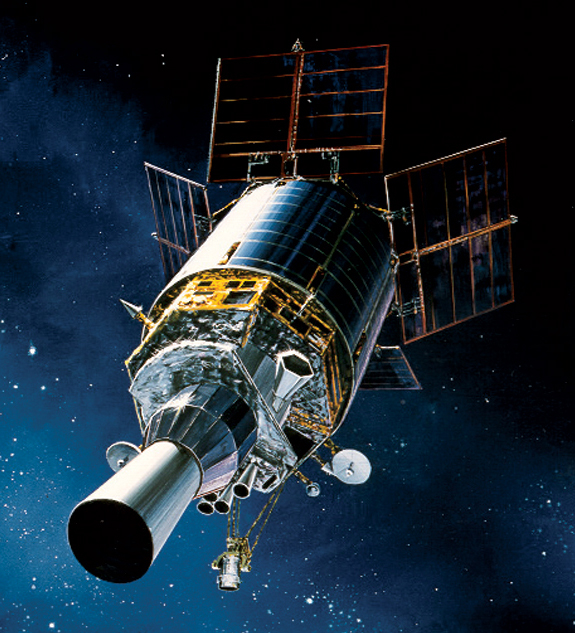
قمر DSP على المحطة. يشير المستشعر الرئيسي (أسفل اليسار) إلى الأرض. ينظر إلى متتبع النجوم وهو يشير إلى الجانب ، أعلى وإلى اليمين.

برنامج دعم الدفاع هو برنامج تابع للقوات الجوية الأمريكية، يقوم هذا البرنامج باستعمال أقمار الاستطلاع التي تشغل المكون الرئيسي «لنظام الإنذار المبكر عبر الأقمار الصناعية» والذي تستخدمه الولايات المتحدة حالياً.
تكشف الأقمار الصناعية –التابعة لبرنامج دعم الدفاع والتي تشغلها قيادة القوات الجوية– باستخدام أجهزة استشعار تكتشف انبعاثات الأشعة تحت الحمراء من مصادر الحرارة الشديدة وبالتالي تكشف جميع عمليات إطلاق الصواريخ أو المركبات الفضائية بالإضافة للانفجارات النووية والكوارث الطبيعية، على سبيل المثال: تمكنت هذه المنظومة من اكتشاف إطلاق صواريخ سكود العراقية أثناء عاصفة الصحراء، وقامت بالتالي بارسال التحذيرات للمدنيين والقوات العسكرية في إسرائيل والمملكة العربية السعودية في الوقت المناسب.
تتواجد هذه الأقمار الصناعية في مدارات أرضية تزامنية، وتكون مزودة بأجهزة استشعار تعمل بالأشعة تحت الحمراء من خلال كاميرا «شميدت» (تلسكوب تصويري عاكس) ذات زاوية كبيرة. يدور القمر الصناعي بأكمله كي يتم المسح من قبل المستشعر الطولي في المستوى البؤري للأرض، تكرر العملية ست مرات في الدقيقة.
يتم عادة إطلاق الأقمار الصناعية الخاصة ببرنامج دعم الدفاع على معززات تيتان آي في بي مع منصة قصور ذاتي عليا، ولكن ومع ذلك أُطلق على الأقل قمر صناعي واحد باستخدام مكوك فضائي (أتلانتس في مهمة س.ت.س-44 في 24 نوفمبر 1991 كمثال).
في عام 2007 أطلق آخر قمر صناعي تابع لبرنامج دعم الدفاع والذي حمل الرقم 23 في ترتيب الأقمار الصناعية التابعة للبرنامج عن طريق أول رحلة تشغيلية لصاروخ «دلتا 4 هيفي» حيث تم الانتهاء من استخدام نظام تيتان 4 في عام 2005. جميع الأقمار الصناعية ال23 تم بناؤها بواسطة المقاول الرئيسي شركة نورثروب غرومان إيروسبيس سيستمز في ريدوندو بيتش في كاليفورنيا.
يحتوي الجناح الفضائي 460 والذي يقع في قاعدة باكلي للقوات الجوية في كولورادو على عدة وحدات، بشكل أساسي وحدة الإنذار الفضائي ثنائي الأعاد والتي تقوم بتشغيل الأقمار الصناعية التابعة لبرنامج دعم الدفاع وتقوم بتبليغ التحذيرات لمراكز الإنذار المبكر (نوراد ويو اس اس راتكوم) في جبل شايان في كولورادو عن طريق وسائل الاتصالات المختلفة لتقوم هذه المراكز بإرسال البيانات على الفور لمختلف الوكالات ومناطق العمليات في جميع أنحاء العالم.
جناح «سبيرز» التابعة لقيادة القوات الجوية في مركز أنظمة الفضاء والصواريخ في لوس أنجلوس بكاليفورنيا هو المسؤول عن تطوير وامتلاك الأقمار الصناعية.

## تاريخياً
حل برنامج دعم الدفاع في مكان نظام إنذار الدفاع الصاروخي بالأشعة تحت الحمراء والذي كان يستخدم في 1960، كان أول إطلاق ناجح «لميداس» في 24 مايو 1960 كما كان هناك 12 إطلاق آخر قبل أن يحل برنامج دعم الدفاع مكانه في عام 1966.
كان 6 نوفمبر لعام 1970 هو موعد أول إطلاق لقمر صناعي تابع لبرنامج دعم الدفاع، ومنذ ذلك الحين أصبح هذا البرنامج هو الركيزة الأساسية لنظام الإنذار المبكر بالصواريخ البالستية في الولايات المتحدة، حيث أمّن قدرة على الإنذار المبكر من الفضاء وبدون انقطاع على مدار الأربعين عاماً الماضية. الوزن الأصلي للقمر الصناعي التابع لبرنامج دعم الدفاع هو900 كجم ويمتلك 400 واط من الطاقة و2000 حساس وعمر تصميمي يقدر ب1.25 عام.
مر تصميم القمر الصناعي خلال عمر البرنامج بالعديد من التحسينات لتعزيز الدقة والقدرة، رافق ذلك ارتفاع بوزنه ليصل إلى 2380 كجم كما وصلت الطاقة إلى 1275 واط بالإضافة لزيادة عدد الحساسات ثلاثة أضعاف لتصبح 6000، كما تمت زيادة عمر التصميم لتصبح خمسة أعوام.
مكنت هذه التحسينات العديدة من توفير بيانات دقيقة وموثوقة لمواجهة تهديدات الصواريخ المتطورة. توفر دقة المستشعرات الموجودة في المحطة خدمة غير متقطعة لتتجاوز عمر التصميم، شملت التحسينات التكنولوجية الحديثة في تصميم المستشعرات القدرة على زيادة المدى وتحسين الدقة وزيادة القدرة على معالجة الإشارات على متن الطائرة مما يقلل من تبعثر الإشارات، كما أدرجت تحسينات جديدة لزيادة الدقة ومدة الصلاحية.
كان من المقرر  إطلاق القمر الصناعي الثالث والعشرين والأخير في برنامج دعم الدفاع في 1 أبريل 2007 على متن صاروخ ديلتا 4 هيفي، ولكن العملية تم تأجيلها حتى منتصف أغسطس 2007 بعد العثور على شقوق هيكلية في منصة الإطلاق المعدنية «ب37» والتي حدثت بسبب تسرب الوقود أثناء القيام بالاختبارات.
أدت هذه التأخيرات لتأجيل وإعادة الإطلاق في 11 نوفمبر 2007، حيث أطلق القمر الصناعي في الساعة 01:50 بتوقيت جرينتش، وبقي هذا القمر الصناعي في الفضاء لفترة قبل أن يتوقف عن العمل لأسباب مجهولة في وقت ما من عام 2008. بقي القمر الصناعي يتحرك بعد توقفه عن العمل في مدار تزامني مع الأرض وهذا ما سبب خطراً محتملاً على المركبات الأخرى، قامت وزارة الدفاع في 2008 بإرسال مركبة فضائية مين نوع «ميتيكس» لتفقد المركبة 23.
فقد برنامج دعم الدفاع في عام 1999 قمراً صناعياً آخر، حيث فشلت المرحلة النهائية بالقصور الذاتي بعد إطلاقه من منصة تيتان.
سيتم استبدال قمر صناعي آخر تابع لبرنامج دعم الدفاع بواسطة أقمار صناعية تعمل بنظام الأشعة تحت الحمراء الفضائية (سبيرز)، حيث كان من المفترض أن يحتوي المشروع على 25 قمر صناعي، ولكن تم إلغاء آخر قمرين صناعيين بسبب التحول لنظام الأشعة تحت الحمراء الفضائية.
أطلقت خمسة برامج رئيسية لتحسين الأقمار الصناعية ال13:
- الخانة الأولى: شملت المرحلة الأولى أربعة أقمار صناعية وتمت بين عامي 1970-1973.
- الخانة الثانية: شملت المرحلة الثانية ثلاثة أقمار صناعية وتمت بين عامي 1975-1977.
- الخانة الثالثة: تم إجراء تعديلات لتحسين أداء الأقمار الصناعية متعددة المدارات (بيم\موس) وشملت أربعة أقمار صناعية، تم عمل التعديلات بين عامي 1979-1984.
- الخانة الرابعة: تم تحديث ما تم عمله في المرحلة الثانية، شملت قمرين صناعيين وتمت بين عامي 1984-1987.
- الخانة الخامسة: تم تحسين برنامج دعم الدفاع بشكل كامل في عام 1989.

بذلت بعض الجهود في الآونة الأخيرة لاستخدام أجهزة استشعار الأشعة تحت الحمراء الخاصة ببرنامج دعم الدفاع كجزء من نظام الإنذار المبكر للكوارث الطبيعية كالانفجارات البركانية وحرائق الغابات وغيرها.

## معيقات العمل
قد تكون مجموعة الأقمار الصناعية الخاصة ببرنامج دعم الدفاع قد قدمت أفضلية ممتازة لنظام الإنذار المبكر ضد التهديدات التي تقلق الدولة مثل الصواريخ، ولكن المحللون العسكريون حذروا من أن قدرة هذا النظام على جمع المعلومات الاستخباراتية لمعرفة الفاعل (مطلق الصواريخ على سبيل المثال) بقيت محدودة للغاية.

## الخصائص العامة
المهمة الأساسية: اكتشاف إطلاق الصواريخ الاستراتيجية والتكتيكية.
المقاول: شركة نورثروب غرومان إيروسبيس سيستمز، سابقاً: شركة (تي.ر.دبليو) التي كانت مسؤولة عن الحافلة الفضائية وشركة نورثروب غرومان سيستمز وشركة ايروجيت اليكترونيكس سيستمز والتي كانت مسؤولة عن حساسات الأشعة تحت الحمراء.
- الوزن: 2380 كجم.
- ارتفاع المدار: 35900كم.
- محطة توليد الكهرباء: تولد المصفوفات الشمسية طاقة تقدر ب1485 واط.
- الارتفاع: 10 أمتار على المدار، و8.5 متراً عند الإطلاق.
- القطر: 6.7 متر على المدار و4.2 متراً عند الإطلاق.
- تاريخ أول عملية إطلاق لقمر صناعي: 1970.
- أحدث كتلة أقمار صناعية: الأقمار التي تمتلك الأرقام 18-23.
- تكلفة الوحدة الواحدة: 400 مليون دولار.

## معرض الصور

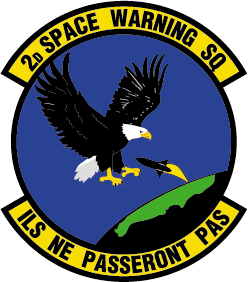
- 2d Space Warning Squadron
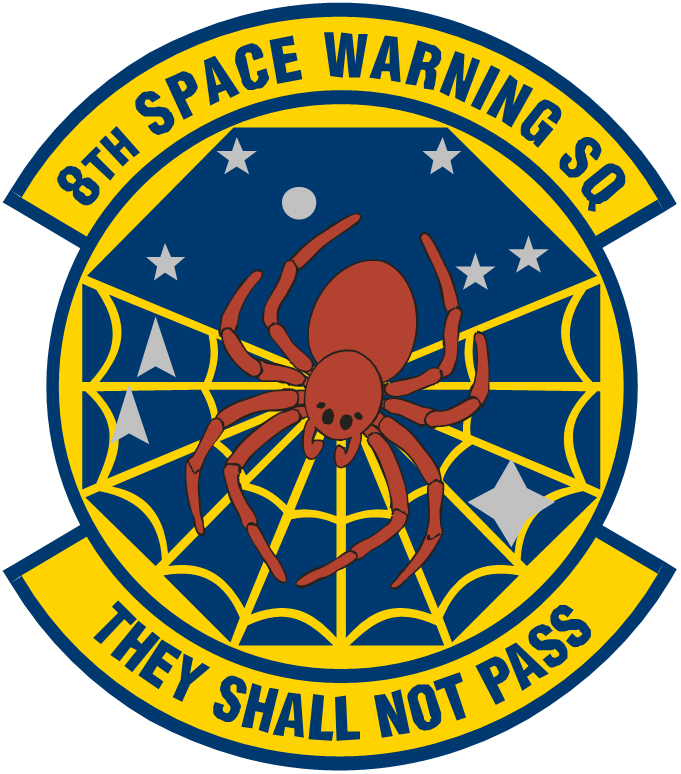
8th Space Warning Squadron
11th Space Warning Squadron
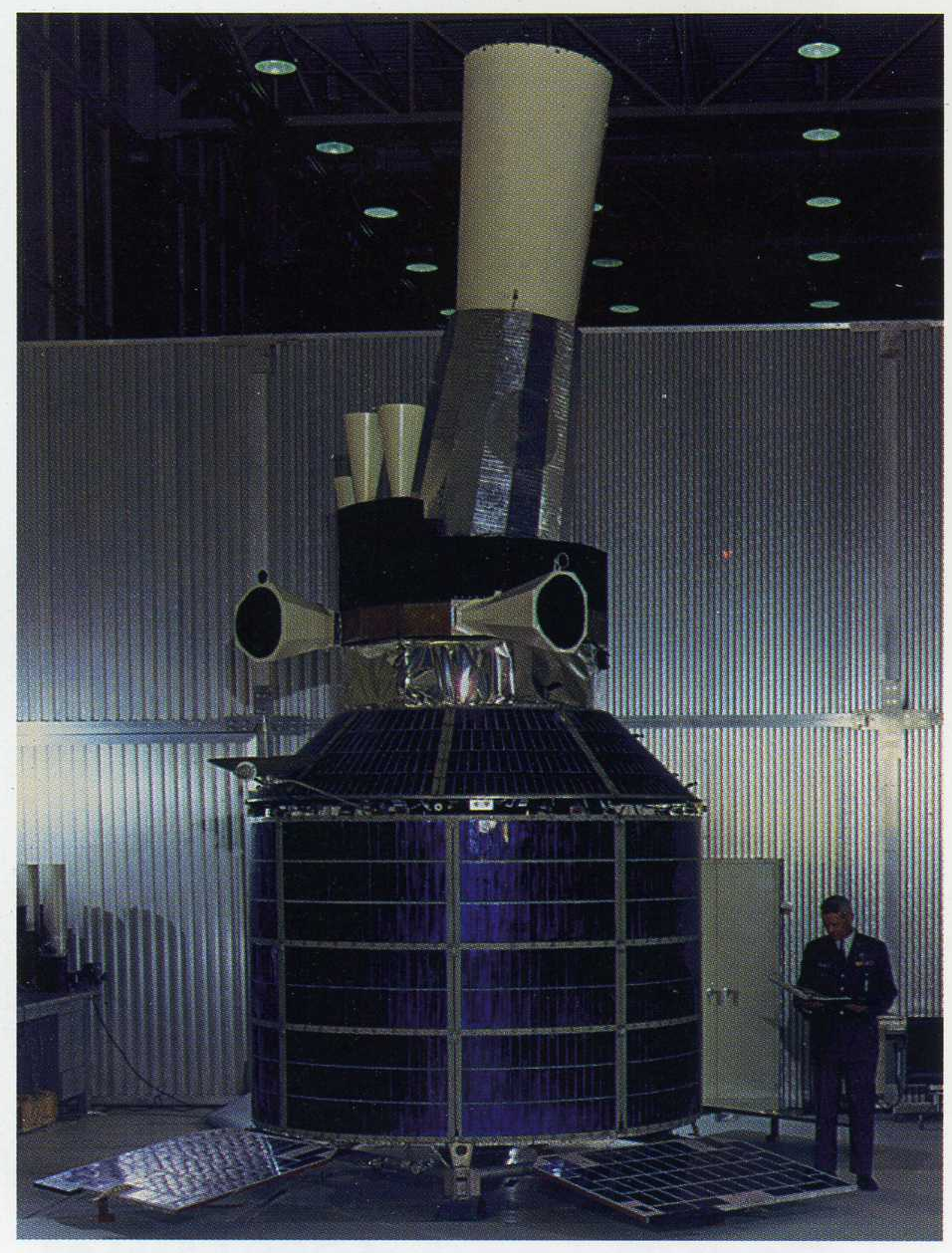
DSP Flight 1
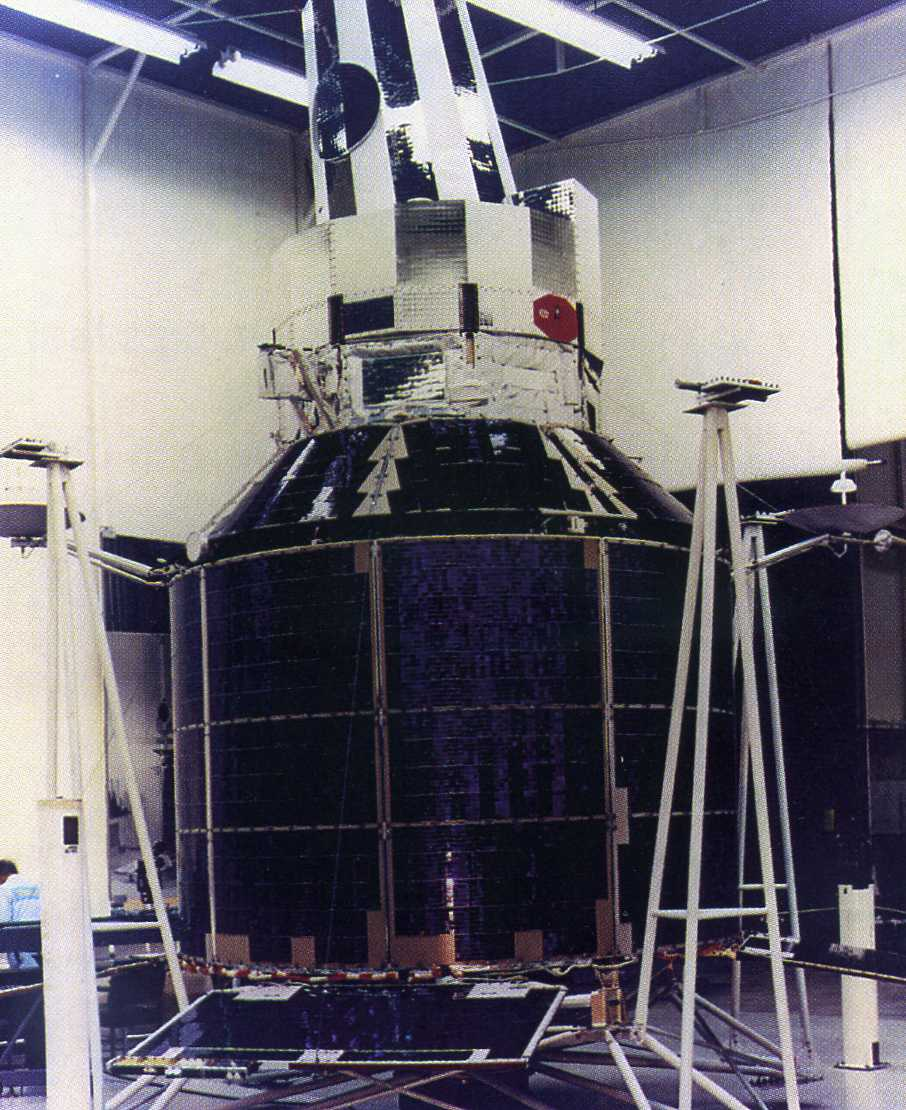
DSP Flight 2
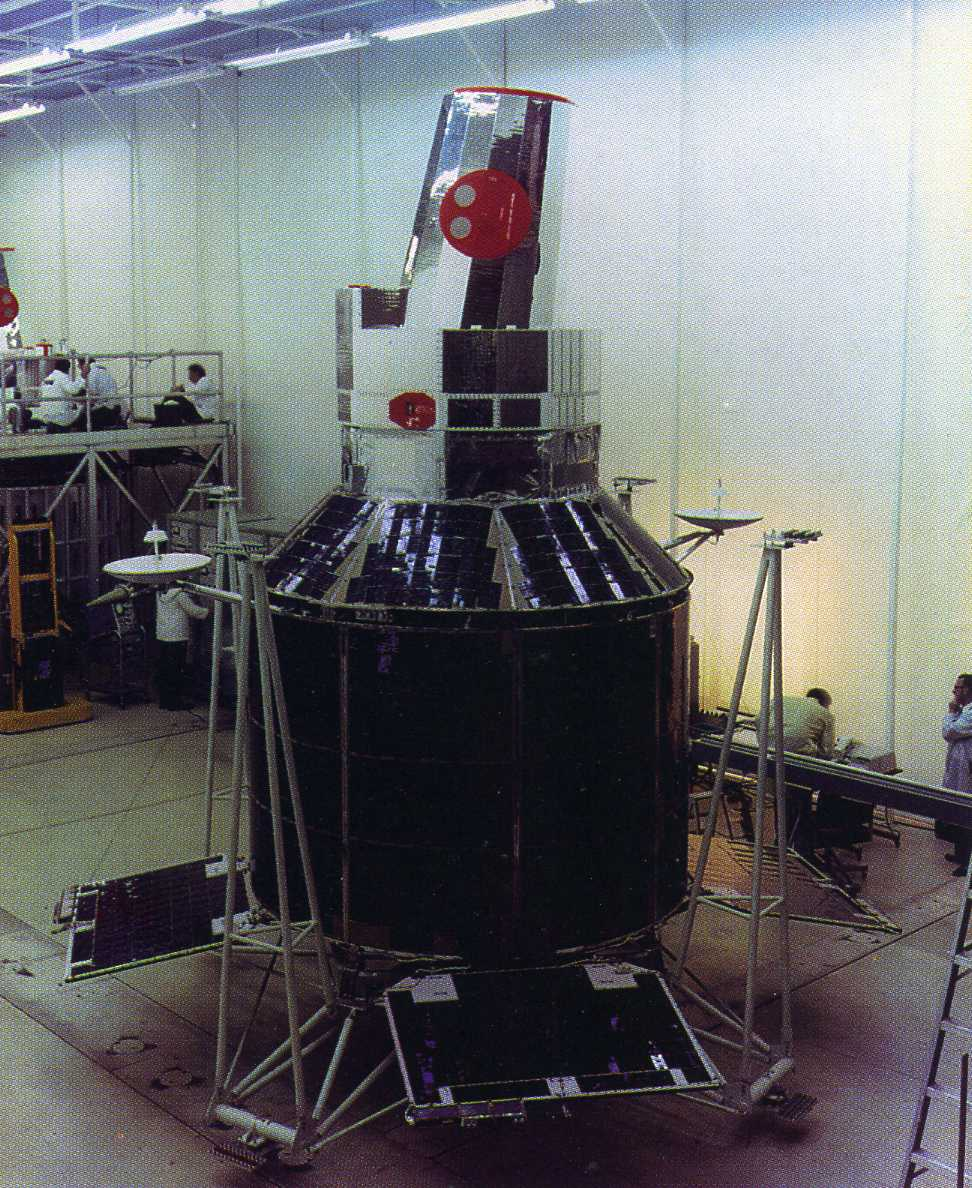
DSP Flight 3
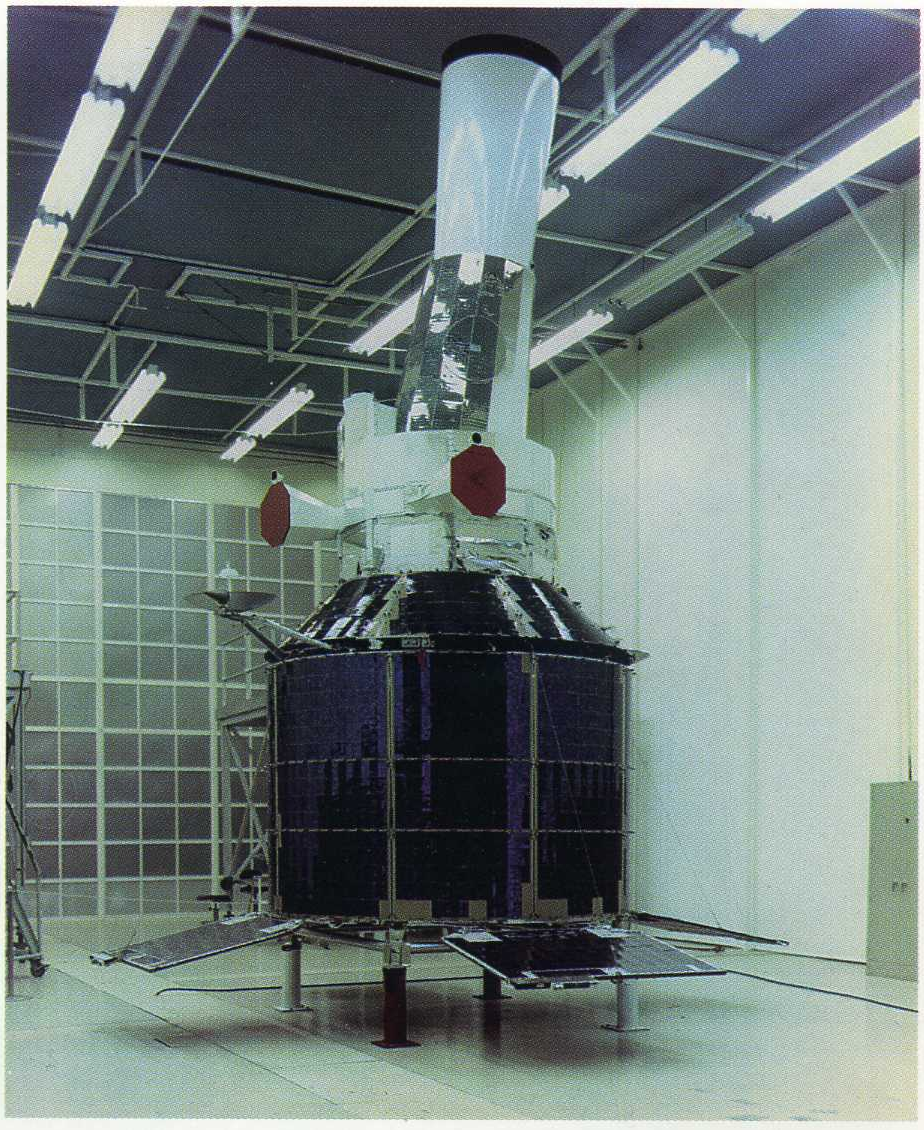
DSP Flight 4
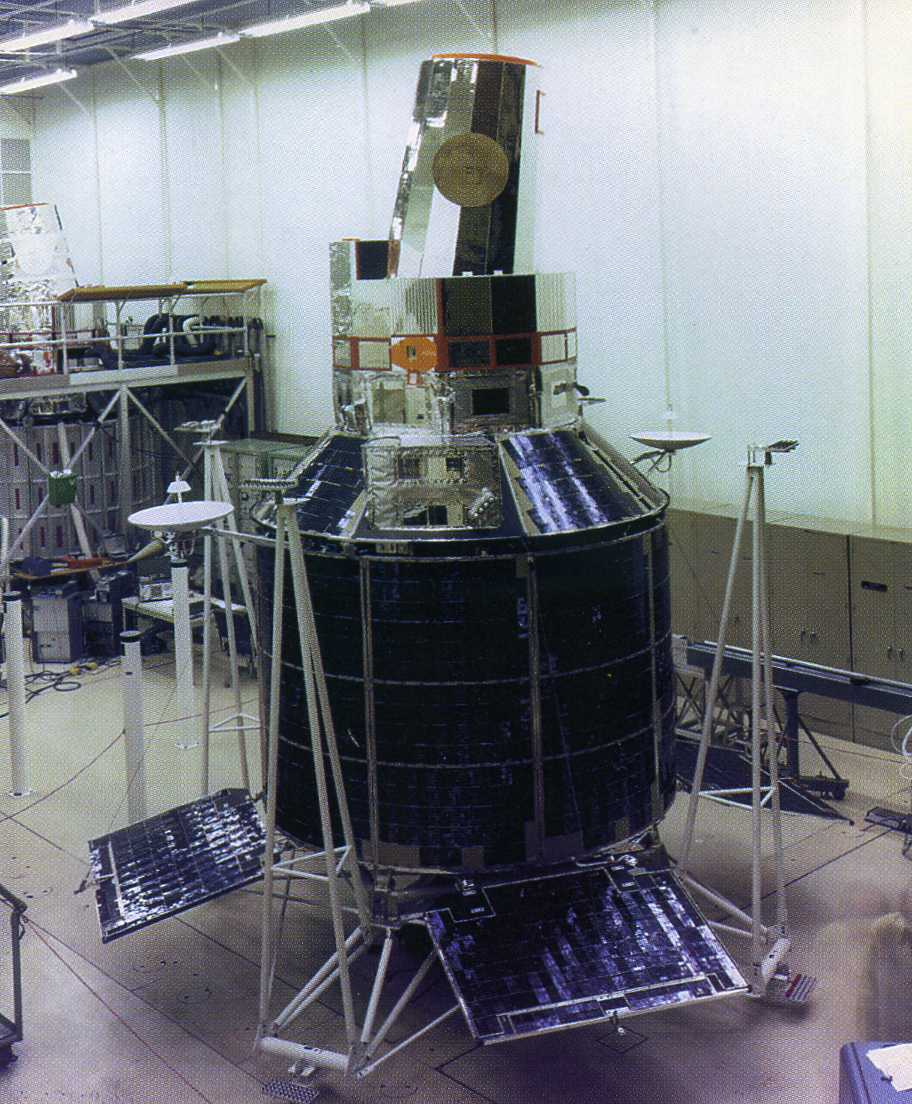
DSP Flight 5
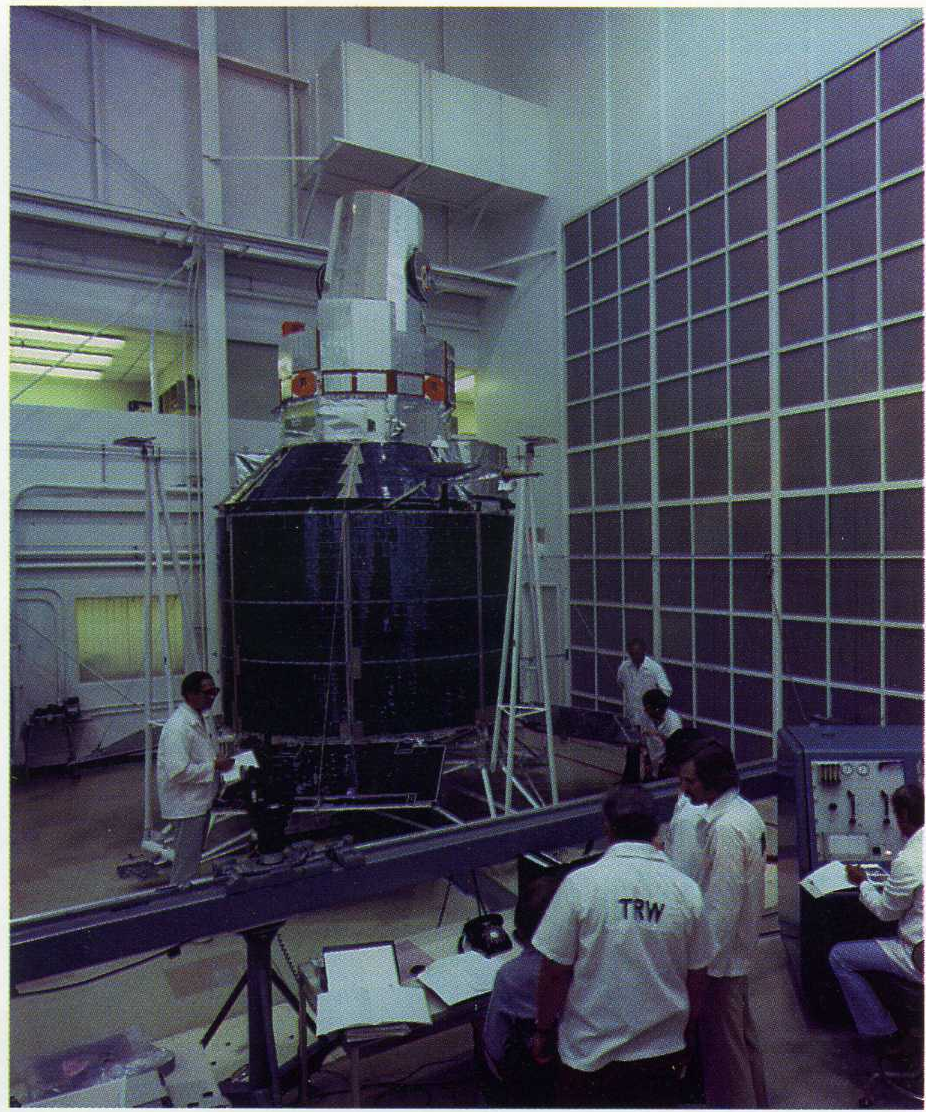
DSP Flight 7
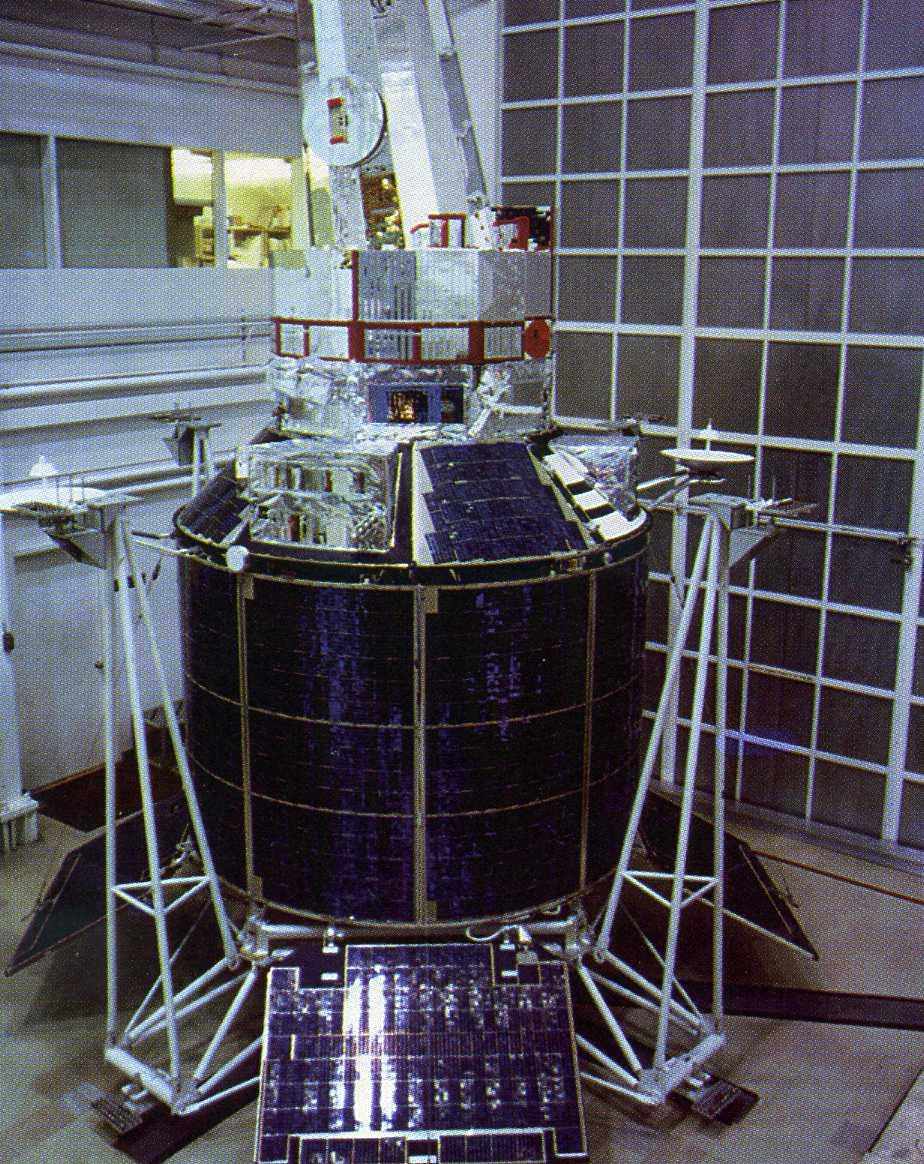
DSP Flight 8
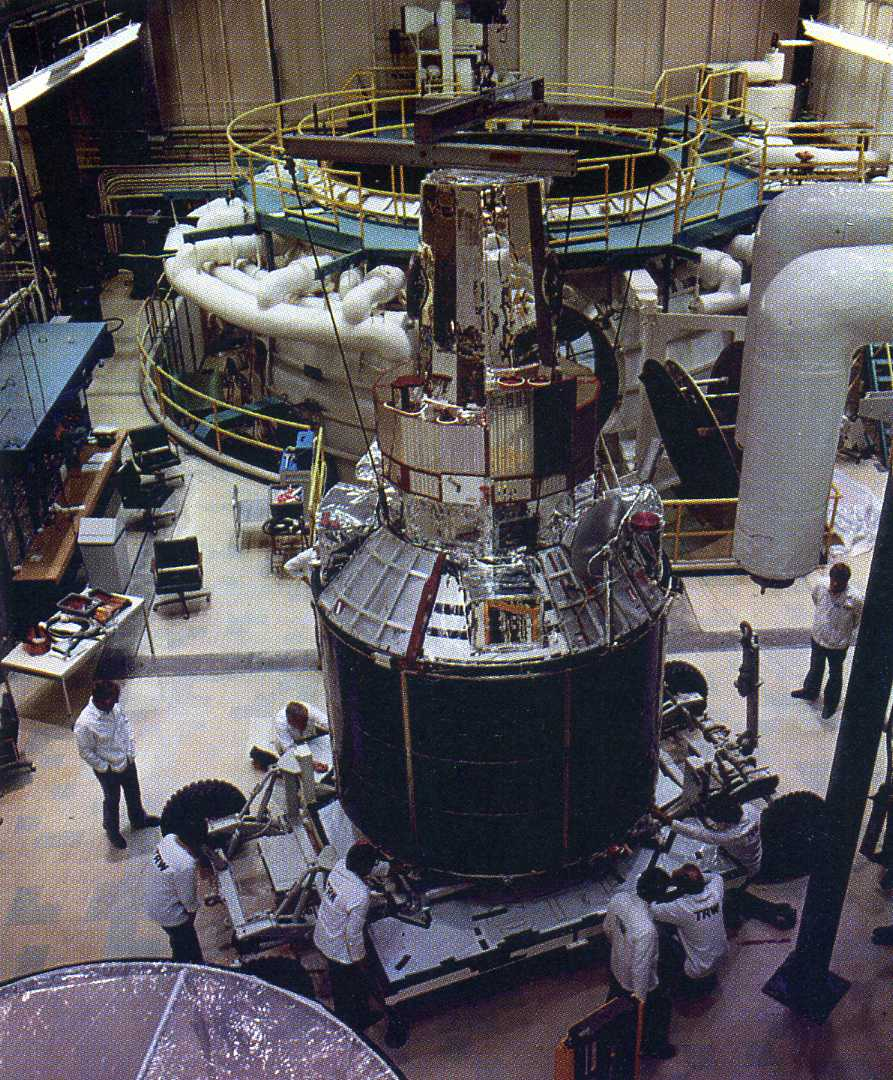
DSP Flight 9
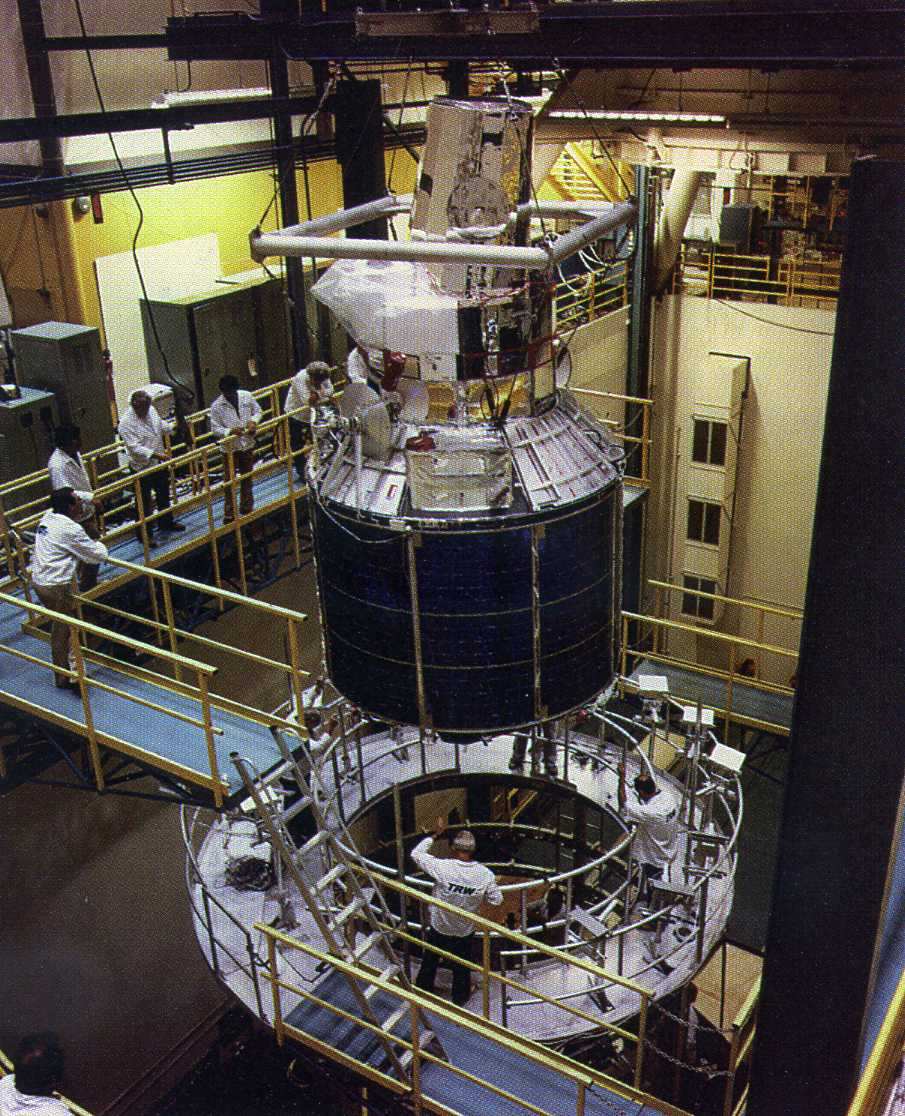
DSP Flight 10
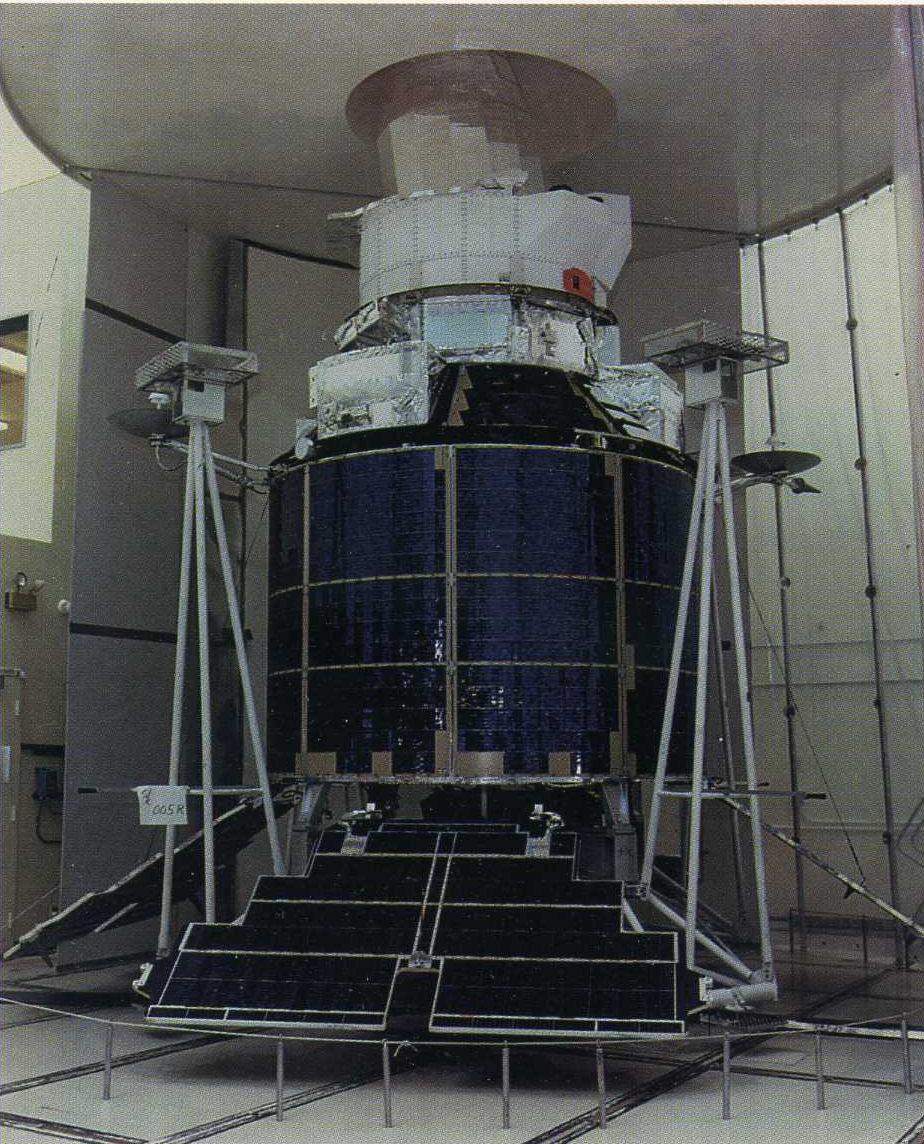
DSP Flight 13
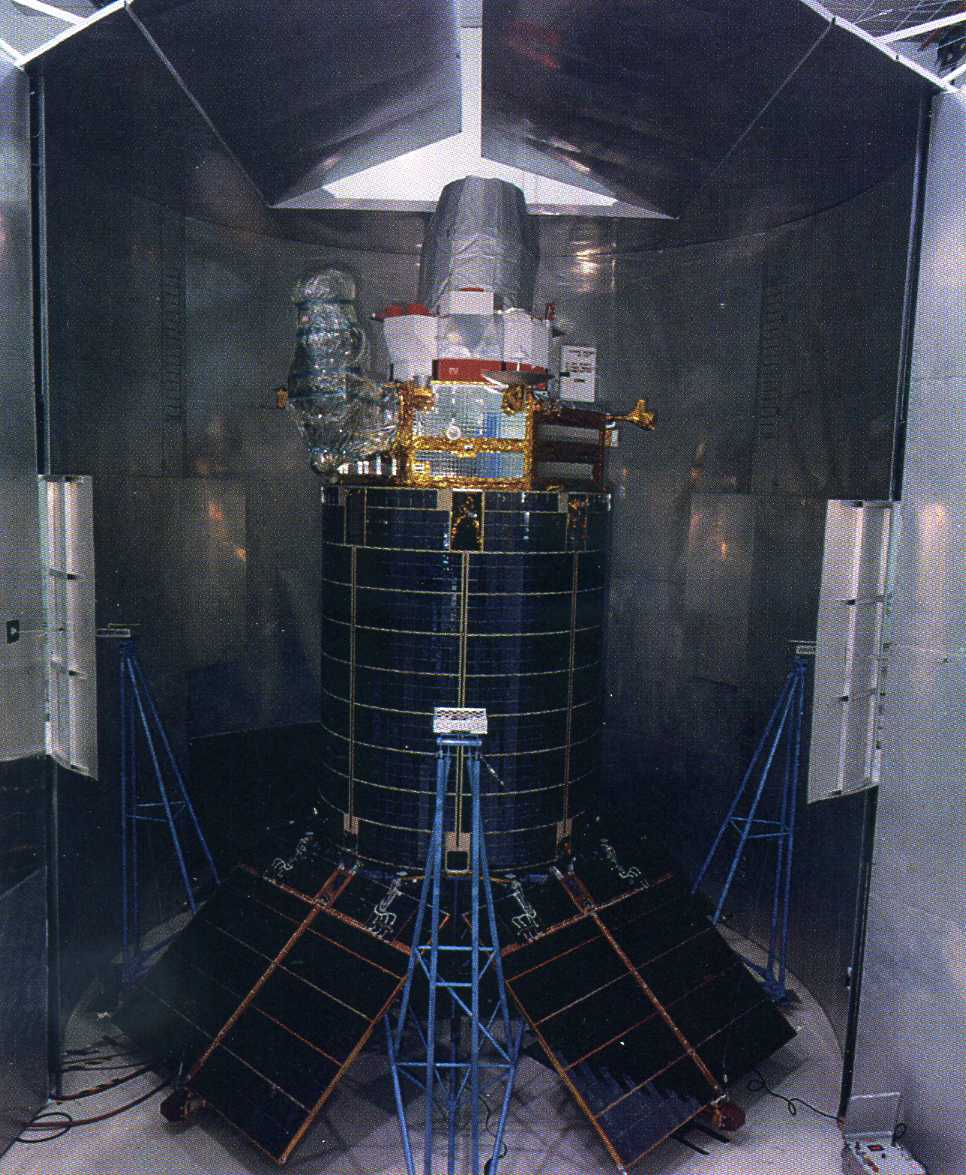
DSP Flight 14
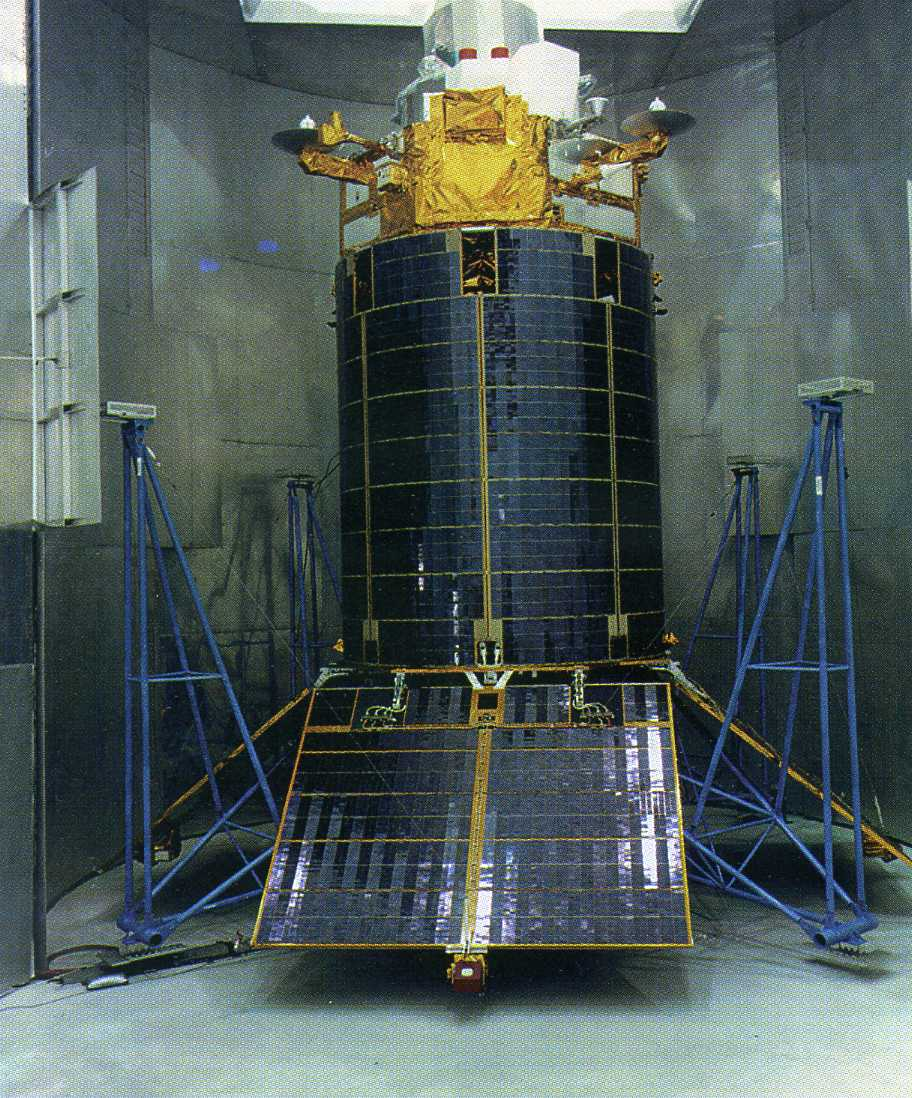
DSP Flight 15
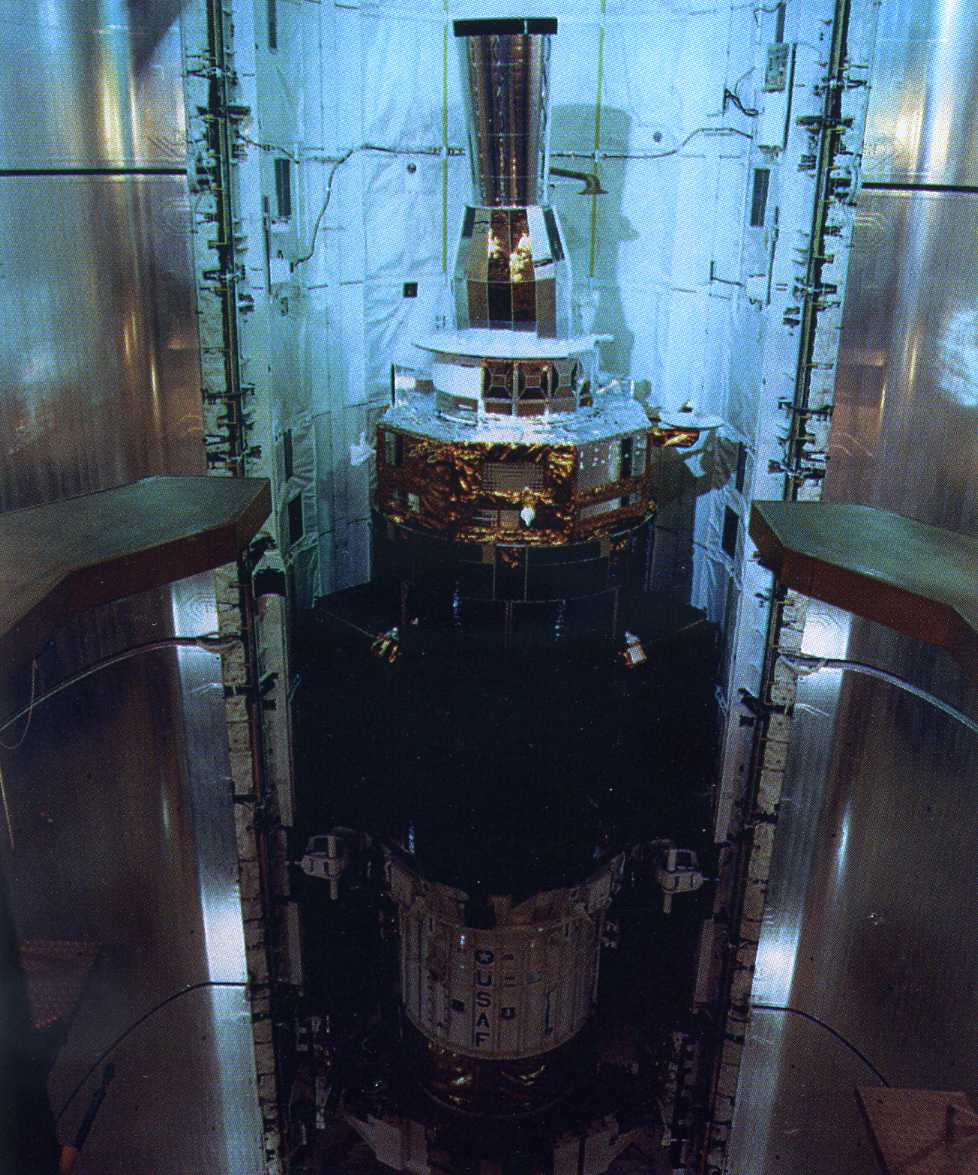
DSP Flight 16
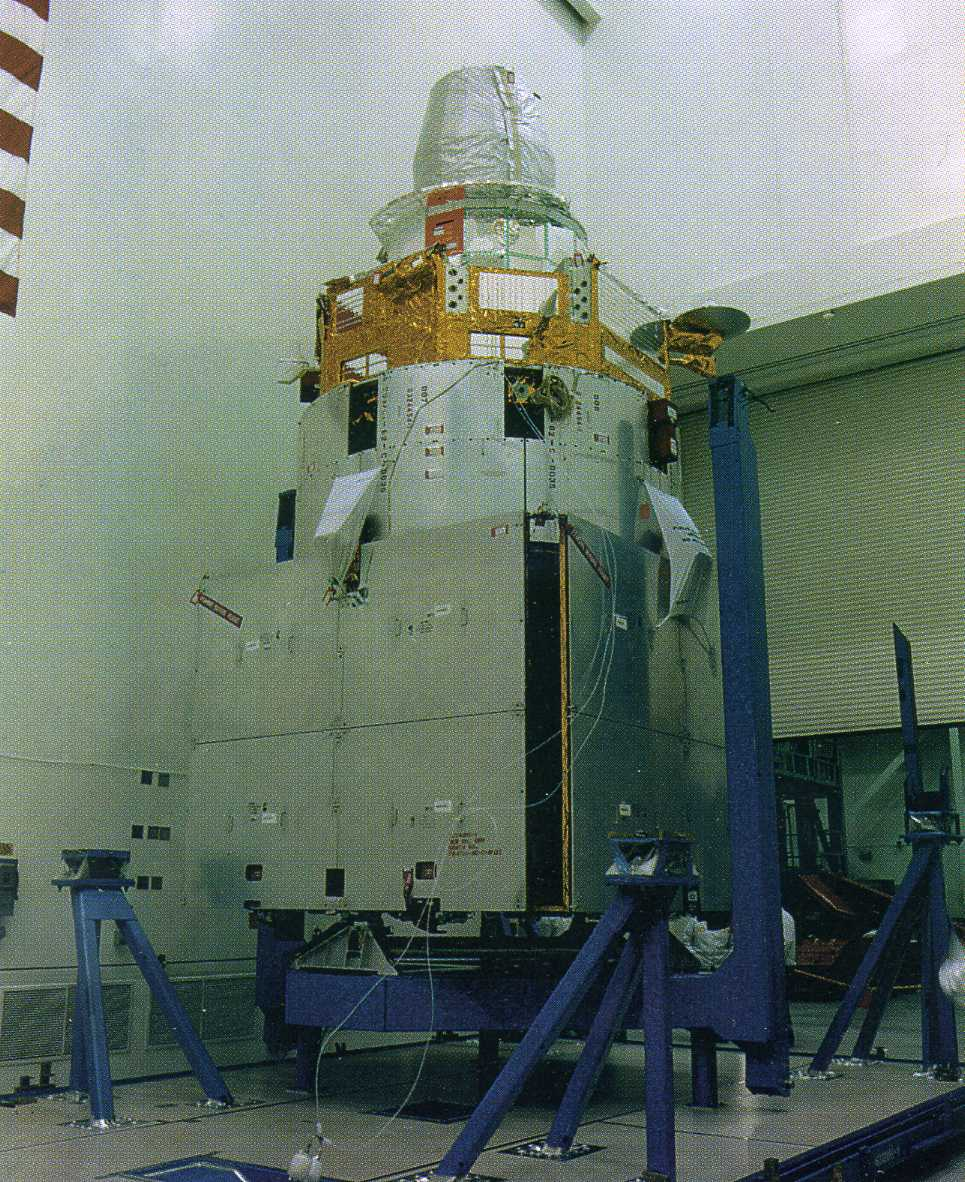
DSP Flight 17
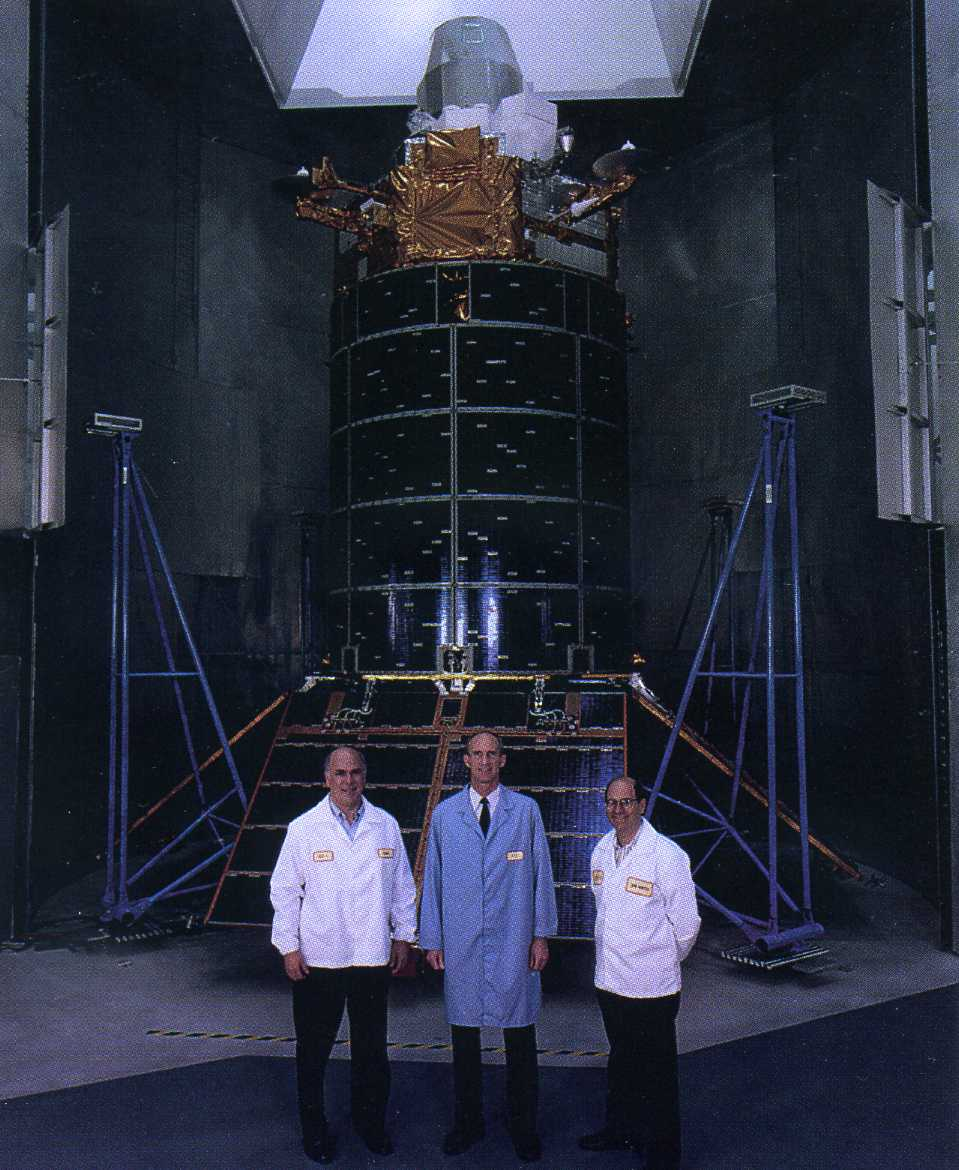
DSP Flight 18
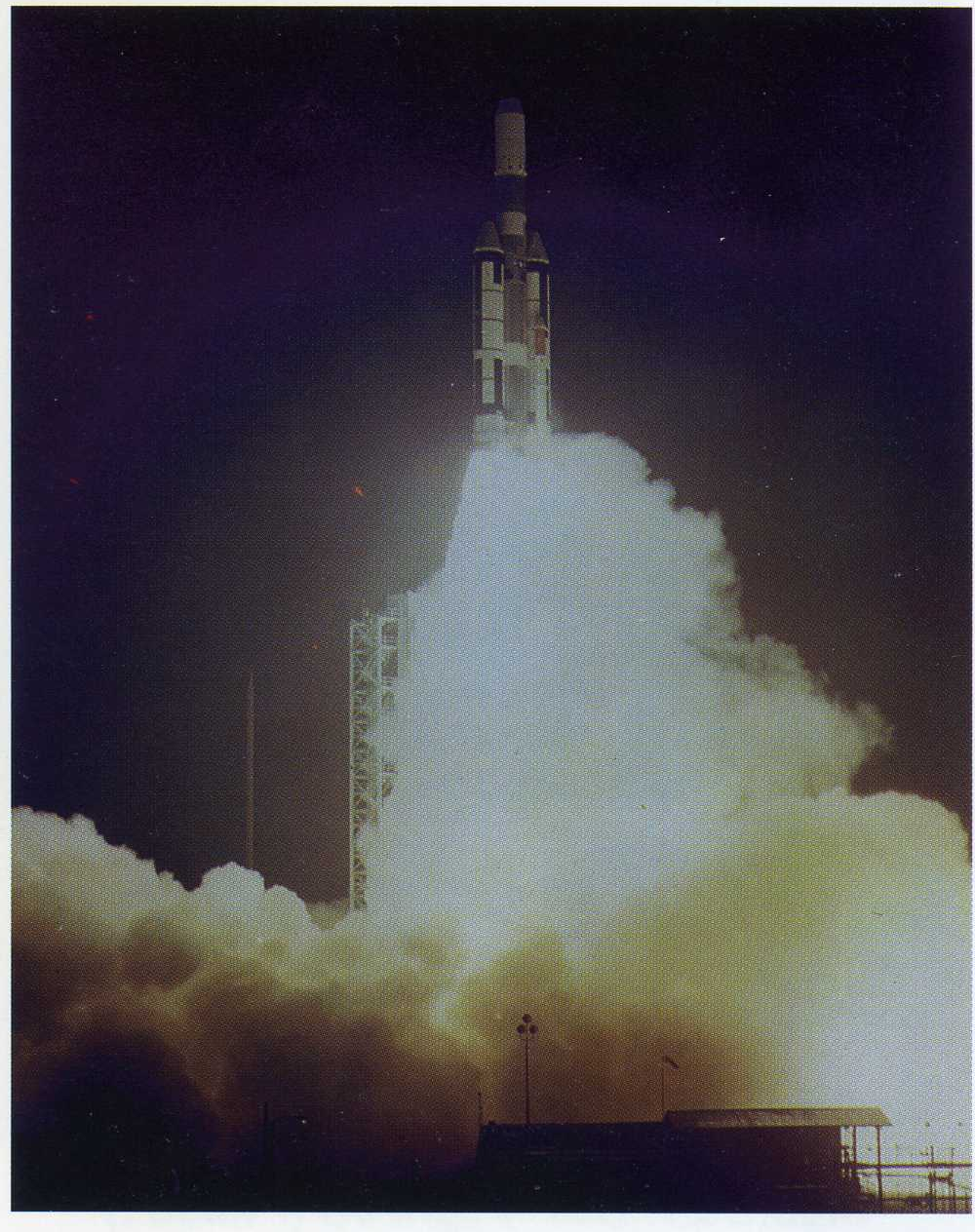
DSP F1 Launch 6 Nov 1970
  - 8th Space Warning Squadron
  - 11th Space Warning Squadron
  - DSP Flight 1
  - DSP Flight 2
  - DSP Flight 3
  - DSP Flight 4
  - DSP Flight 5
  - DSP Flight 7
  - DSP Flight 8
  - DSP Flight 9
  - DSP Flight 10
  - DSP Flight 13
  - DSP Flight 14
  - DSP Flight 15
  - DSP Flight 16
  - DSP Flight 17
  - DSP Flight 18
  - DSP F1 Launch 6 Nov 1970